# طارق زيندو
طارق زيندو مواليد 26 سبتمبر 1998 في سراييفو، هو لاعب كرة قدم بوسني يلعب مع نادي جيلييزنيتشار ساراييفو في مركز الدفاع.

## المسيرة الاحترافية

### أندية لعب لها
- نادي جيلييزنيتشار ساراييفو